# Höchst im Odenwald
Höchst im Odenwald  (kommunen även Höchst i. Odw) är en kommun och ort i Odenwaldkreis i Regierungsbezirk Darmstadt i förbundslandet Hessen i Tyskland.